# Encyclopædia Britannica (maison d'édition)
Pour les articles homonymes, voir EBI.
Encyclopædia Britannica, Inc. est l'entreprise connue pour publier l'Encyclopædia Britannica, l'encyclopédie continuellement publiée la plus ancienne au monde. La société détient également l'éditeur américain de dictionnaires Merriam-Webster. Bien qu'elle ait historiquement des liens avec le Royaume-Uni et qu'elle ait été fondée en 1768 à Édimbourg, elle est actuellement basée à Chicago, aux États-Unis.

## Histoire

### Années de fondation

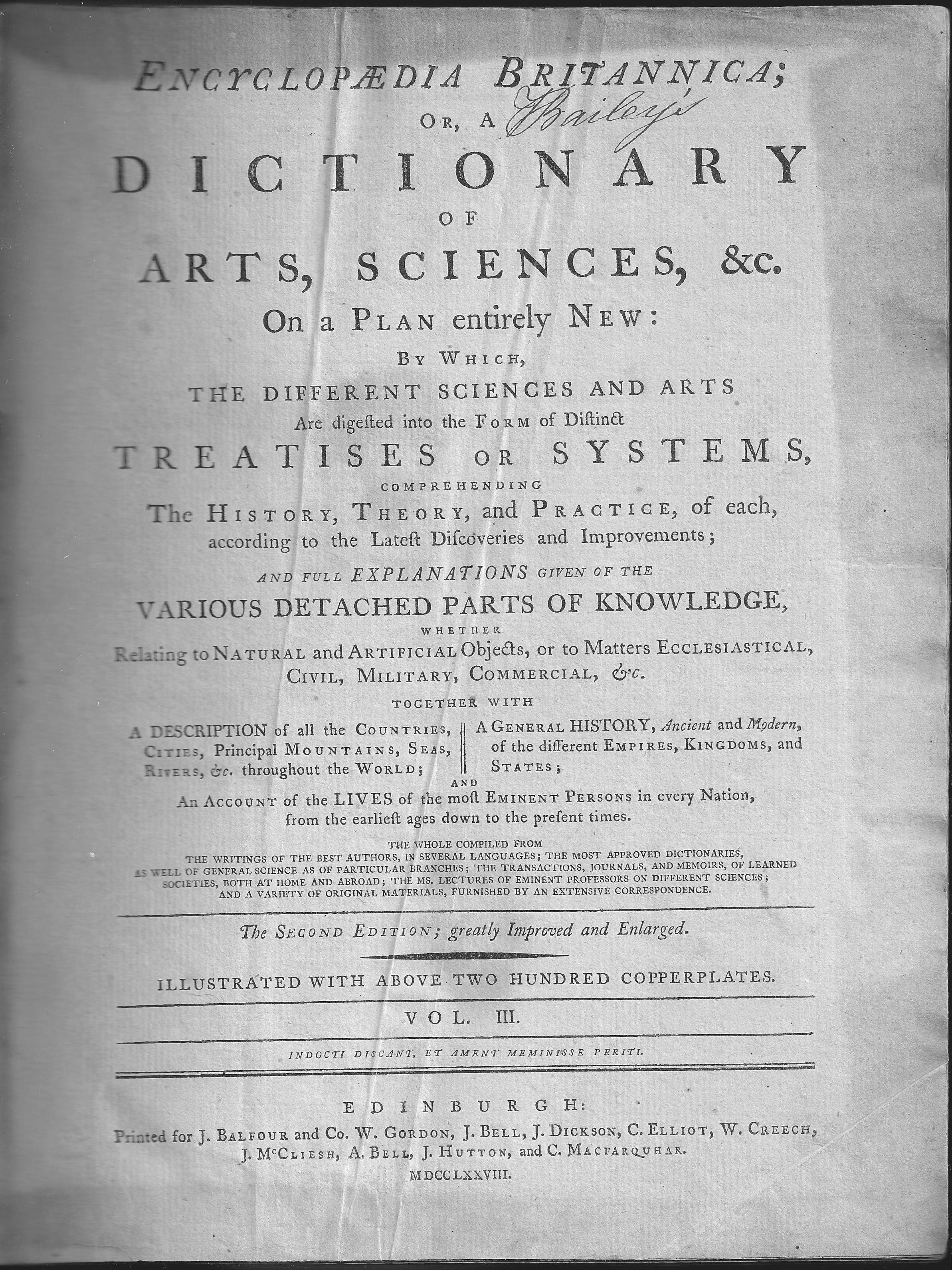
Première page du volume 3 de l'Encyclopædia Britannica de 1778

L'entreprise a été fondée à Édimbourg, en Écosse, au XVIIIe siècle, pendant la période historique appelée les Lumières écossaises. Colin Macfarquhar et Andrew Bell ont lancé la première édition en 1768. Le duo a engagé William Smellie, qui a rédigé la plupart des articles de la première édition. La deuxième édition a été publiée en 1784. Après la mort de Macfarquhar en 1793, Bell est devenu l'unique propriétaire et a publié les troisième et quatrième éditions,.
Archibald Constable, un éditeur d'Édimbourg, a publié les cinquième et sixième éditions. Lorsque Constable est décédé en 1827, la société A & C Black Ltd. a acheté les droits d'auteur de l'encyclopédie aux enchères, et ils l'ont publiée pendant les 70 années suivantes.
À partir de la neuvième édition en 1875, la gamme des sujets a été élargie en faisant appel à des contributeurs du domaine littéraire, des sciences sociales et de la communauté scientifique. La neuvième édition est depuis reconnue comme l'une des collections de savoir les plus impressionnantes jamais produites,.
En 1901, Horace E. Hooper et Walter M. Jackson ont acheté tous les droits d'auteur de l'encyclopédie. Hooper et Jackson ont créé des sociétés aux États-Unis et en Angleterre. Hugh Chisholm est devenu l'éditeur pour les dixième, onzième et douzième éditions.

### Possession de Sears Roebuck

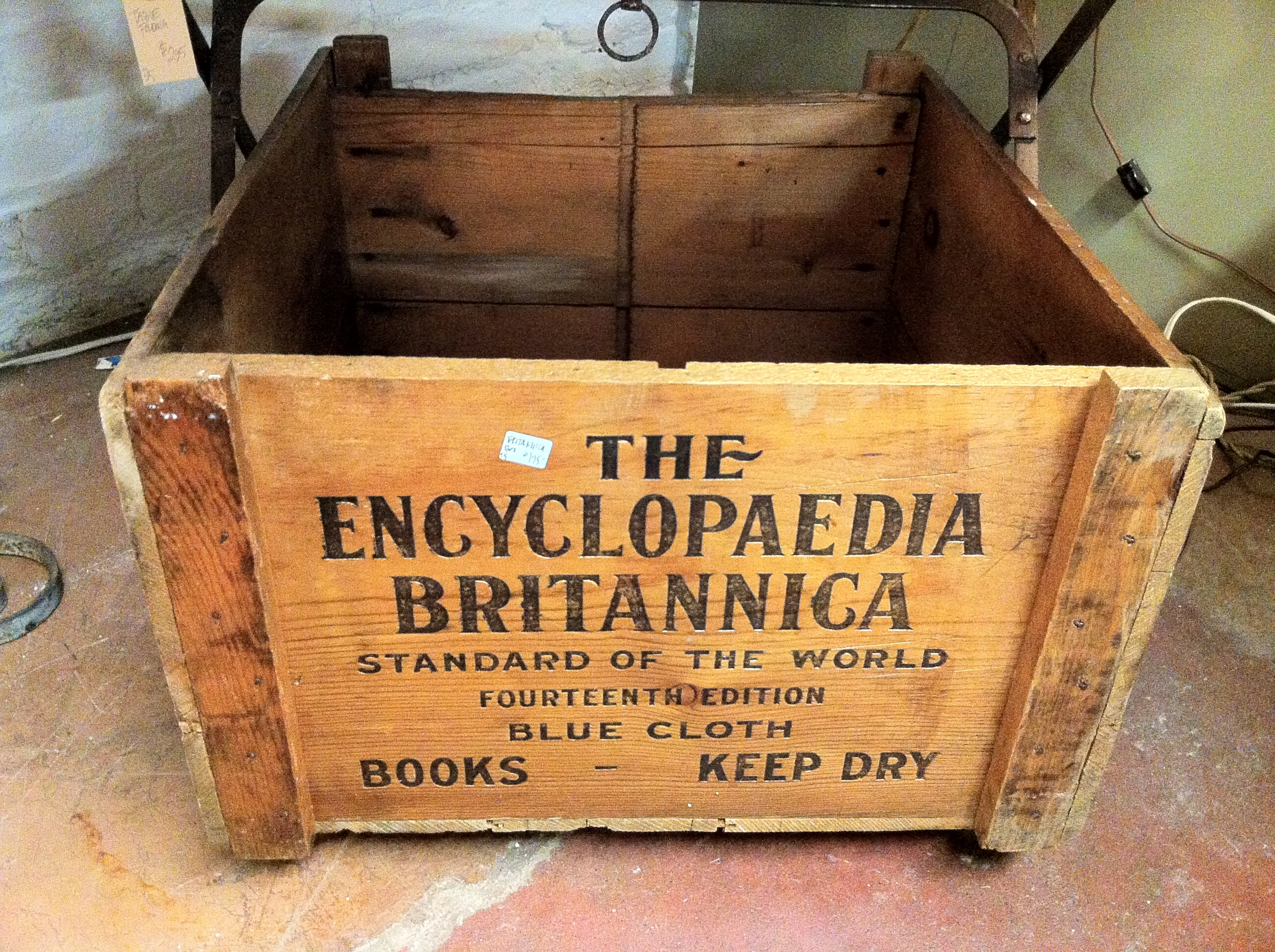
Boîte d'expédition pour la quatorzième édition

En 1915, Sears a accepté de commercialiser une nouvelle version moins chère de la onzième édition pour les acheteurs de la classe moyenne
,. En 1920, Sears a acheté Britannica à part entière, et après seulement trois années d'exploitation, Sears a signalé une perte de 1,8 million de dollars. En 1923, ils ont revendu l'entreprise à la veuve de Hooper (décédé en 1922) et à son frère William Cox. Ils ont publié les douzième et treizième éditions en 1922 et 1926. Après que Cox n'ait pas réussi à réunir les fonds nécessaires pour publier la quatorzième édition, Sears a fini par le financer et a repris la propriété de Britannica en 1928.
En 1932, Sears a restructuré Britannica, mettant fin aux ventes par leurs points de vente, optant plutôt pour un réseau de représentants commerciaux qui allaient de porte à porte et tenant des stands lors de conventions et dans des centres commerciaux. En 1938, Britannica a commencé à publier un synopsis annuel des événements mondiaux, appelé le Britannica Book of the Year.

### Propriété de la famille Benton
En 1941, Sears a donné Britannica à l'Université de Chicago. Cependant, l'université ne pensait pas pouvoir gérer l'entreprise. William Benton, alors vice-président de l'université, a proposé de fournir le capital d'exploitation pour protéger l'université contre toute perte éventuelle. Benton a acheté deux tiers des actions, puis a racheté le tiers restant. En 1952, Benton a commencé les préparatifs pour la quinzième édition. Britannica a acquis Merriam-Webster en 1964 et Compton's Encyclopedia également au début des années 1960.
Benton est décédé en 1973, avant la publication de la quinzième édition en 1974. La nouvelle édition intitulée Britannica 3 se composait d'une Micropædia de dix volumes, d'une Macropædia de dix-neuf volumes et d'un guide d'utilisation d'un volume appelé Propædia. En 1985, un index en deux volumes a été ajouté, ainsi que d'autres améliorations. Robert P. Gwinn a succédé à Benton en tant qu'éditeur et président de Britannica en 1974. Il a divisé les activités de l'entreprise en Britannica USA et Britannica International. En 1990, près de 120 000 encyclopédies ont été vendues aux États-Unis, avec des ventes atteignant 650 millions de dollars pour l'année. En 1994, les ventes avaient chuté à 453 millions de dollars, avec seulement 51 000 ensembles vendus aux États-Unis. Les ventes ont continué à décliner après 1994, contraignant finalement l'entreprise à fermer plus de 70 % de ses bureaux de vente.

### Propriété Safra
En 1996, Britannica a été vendue à un groupe d'investisseurs dirigé par Jacob E. Safra, un financier basé en Suisse. Il a restructuré l'entreprise, licenciant plus de 120 personnes, dont de nombreux hauts dirigeants de l'entreprise. Safra a également dissous la force de vente à domicile, avec 140 personnes supplémentaires perdant leur emploi, ainsi que 300 travailleurs indépendants. En 1999, ils ont lancé Britannica.com, qui contenait l'ensemble de l'Encyclopædia Britannica. Le site Web a connu plusieurs incidents le jour de son lancement en raison d'une estimation de dix millions d'utilisateurs tentant d'accéder au site. Après plusieurs jours de problèmes continus, il a été fermé, puis relancé quelques semaines plus tard avec une capacité améliorée. Britannica.com a licencié 20 % de sa main-d'œuvre un an plus tard.
En 2009, Britannica Global Edition a été imprimée en 30 volumes. Elle contenait plus de 40 000 articles et 8 500 photographies. En 2012, après 244 ans, Britannica a mis fin aux éditions imprimées, les 32 volumes de l'édition 2010 étant les derniers sur papier ; les éditions ultérieures ont été publiées exclusivement en ligne depuis. En 2018, l'entreprise a lancé Britannica Insights, une extension pour le navigateur web Chrome. L'extension complète les extraits en vedette de Google avec des informations précises. En 2019, en partenariat avec Binumi, Britannica a lancé un produit vidéo permettant aux écoles d'utiliser des millions de clips multimédias libres de droits pour créer des projets de narration numérique sur le contenu qu'elles enseignent déjà.
En 2020, l'Encyclopædia Britannica a publié le Britannica All New Children's Encyclopedia: What We Know and What We Don't, une encyclopédie principalement destinée aux jeunes lecteurs, couvrant des sujets majeurs. L'encyclopédie a été largement saluée pour le retour au format imprimé. Il s'agissait de la première encyclopédie pour enfants de Britannica depuis 1984,,. En 2020, ProCon.org a été acquis par l'Encyclopædia Britannica.